# Oscillatore armonico quantistico
In meccanica quantistica, l'oscillatore armonico quantistico è la trattazione di un sistema caratterizzato da un potenziale armonico. Si tratta di uno dei problemi più importanti nella fisica teorica, dal momento che ogni potenziale può essere approssimato ad un potenziale armonico nell'intorno di un punto di equilibrio.

## Oscillatore armonico quantistico

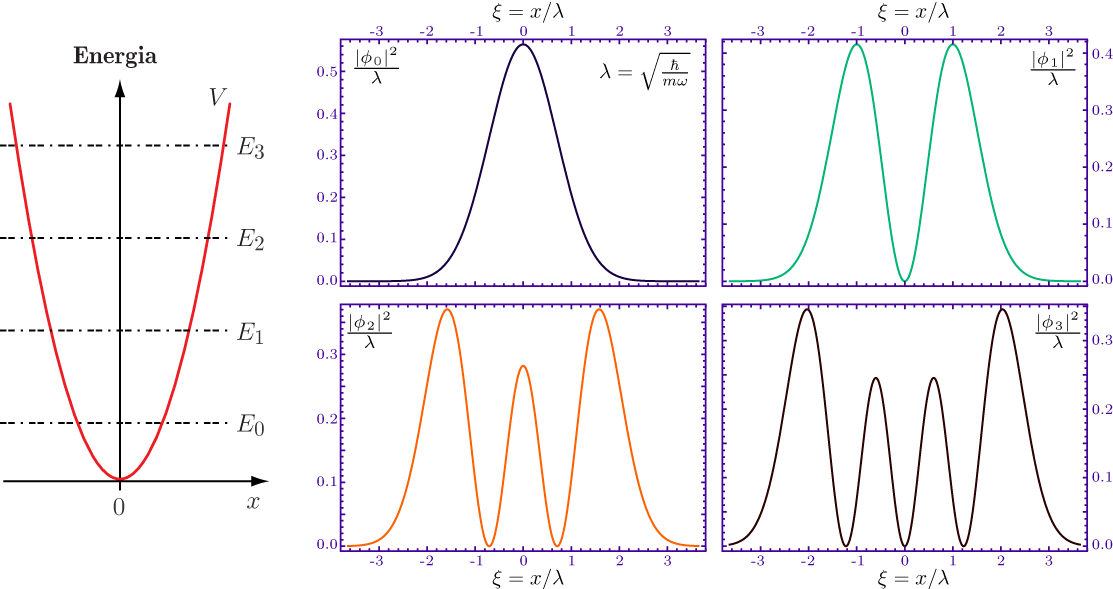
Energia potenziale e densità di probabilità associate allo stato fondamentale e ai primi stati eccitati dell'oscillatore armonico.

Risolvere un sistema in meccanica quantistica significa trovare gli autostati dell'operatore hamiltoniano ed i corrispondenti autovalori dell'energia, ovvero risolvere l'equazione di Schrödinger e trovare la funzione d'onda che descrive il sistema.
Non tutte le soluzioni dell'equazione di Schrödinger sono accettabili: l'energia potenziale non può essere infinita. Questo implica che la distanza tra le particelle che costituiscono l'oscillatore non può essere mai zero o infinita.
Secondo il principio di corrispondenza, come nel caso classico l'hamiltoniana del sistema vale:
{\displaystyle {\hat {H}}={\frac {{\hat {p}}^{2}}{2m}}+{\frac {1}{2}}m\omega ^{2}{\hat {x}}^{2}}
Dove abbiamo supposto che il sistema sia unidimensionale.
Nel caso di un sistema tridimensionale, l'hamiltoniana totale si può scindere in somma di tre hamiltoniane indipendenti, una per ogni dimensione.
Esistono due modi per risolvere questo sistema: uno analitico, che si basa sulla soluzione della equazione di Schrödinger ed uno algebrico, che si basa esclusivamente sull'algebra degli operatori {\displaystyle {\hat {p}}} ed {\displaystyle {\hat {x}}} (vedi commutatore), metodo messo a punto da Paul Adrien Maurice Dirac.

## Metodo analitico
L'equazione di Schrödinger per l'oscillatore armonico nella rappresentazione delle coordinate è:
{\displaystyle -{\frac {\hbar ^{2}}{2m}}{\frac {d^{2}\phi (x)}{dx^{2}}}+{\frac {1}{2}}m\omega ^{2}x^{2}\phi (x)=E\phi (x)}
che può essere scritta come:
{\displaystyle {\frac {d^{2}\phi (x)}{dx^{2}}}=-{\frac {2m}{\hslash ^{2}}}\left(E-{1 \over 2}m\omega ^{2}x^{2}\right)\phi (x)}
Introduciamo due variabili adimensionali:
{\displaystyle \xi =\left({\frac {m\omega }{\hslash }}\right)^{1 \over 2}x\qquad ;\qquad \varepsilon ={\frac {2E}{\hslash \omega }}}
Sostituendo nell'equazione di Schrödinger si ha:
{\displaystyle {\frac {d^{2}\phi }{d\xi ^{2}}}=(\xi ^{2}-\varepsilon )\phi (\xi )}
Per valori di {\displaystyle \xi } grandi, tali da poter trascurare {\displaystyle \varepsilon }, l'andamento asintotico della funzione deve essere del tipo:
{\displaystyle \phi (\xi )\sim \xi ^{n}e^{\pm {\xi ^{2} \over 2}}}
Il segno + deve essere scartato in quanto le soluzioni non sarebbero normalizzabili, per cui:
{\displaystyle \phi (\xi )\sim \xi ^{n}e^{-{\xi ^{2} \over 2}}}
Poniamo, quindi:
{\displaystyle \phi (\xi )=H(\xi )e^{-{\xi ^{2} \over 2}}}
Dove, sostituendo, si ottiene per {\displaystyle H(\xi )}, la seguente equazione:
{\displaystyle H^{\prime \prime }(\xi )-2\xi H^{\prime }(\xi )+(\varepsilon -1)H(\xi )=0}
Per avere la soluzione generale, espandiamo in serie di potenze la funzione {\displaystyle H(\xi )}:
{\displaystyle H(\xi )=\sum _{m=0}^{\infty }A_{m}\xi ^{m}}
Sostituendo nell'equazione differenziale e raggruppando i termini con potenze uguali si ottiene che:
{\displaystyle \sum _{m=0}^{\infty }[(m+2)(m+1)A_{m+2}+(\varepsilon -2m-1)A_{m}]\xi ^{m}=0}
E affinché questo sia vero tutti i coefficienti devono essere nulli:
{\displaystyle (m+2)(m+1)A_{m+2}+(\varepsilon -2m-1)A_{m}=0}
Una volta noti {\displaystyle A_{0}} ed {\displaystyle A_{1}}, da questa equazione si possono ottenere tutti gli altri coefficienti {\displaystyle A_{m>1}}.
In particolare, si ha:
{\displaystyle {\frac {A_{m+2}}{A_{m}}}\rightarrow {\frac {2}{m}}}
Per cui da un certo punto in poi questa serie si comporta come la serie:
{\displaystyle \sum _{m=0}^{\infty }{\frac {\xi ^{2m}}{m!}}=e^{\xi ^{2}}}
e la funzione d'onda si comporta come:
{\displaystyle \phi (\xi )\sim e^{+\xi ^{2}}e^{-{\frac {\xi ^{2}}{2}}}=e^{+{\frac {\xi ^{2}}{2}}}}
Come già detto una funzione d'onda di questo tipo non è normalizzabile, per cui l'unico modo per avere soluzioni fisicamente accettabili è che lo sviluppo in serie di {\displaystyle H(\xi )} sia finito, e che esso sia, in altri termini un polinomio.
Affinché questo avvenga deve esistere un intero n, positivo o nullo, tale che:
{\displaystyle \varepsilon =\varepsilon _{n}=2n+1,\qquad A_{n+1}=0.}
Infatti, utilizzando la relazione di ricorrenza, otteniamo:
{\displaystyle A_{m}=0,\qquad m>n}
Gli {\displaystyle \varepsilon } sono quantizzati, dunque le energie sono quantizzate e valgono:
{\displaystyle E_{n}=\hslash \omega \left(n+{\frac {1}{2}}\right)}
La funzione d'onda dello stato n è, quindi:
{\displaystyle \phi _{n}(\xi )=H_{n}(\xi )e^{-{\frac {\xi ^{2}}{2}}}}
Dove gli 
{\displaystyle H_{n}(\xi )=\sum _{m=0}^{n}A_{m}\,\xi ^{m}}
sono i polinomi di Hermite.

### Metodo di calcolo dei polinomi di Hermite
Un modo per calcolare i polinomi Hn 
è quello di fissare i coefficienti {\displaystyle A_{n}}, {\displaystyle A_{n+1}} ai valori:
{\displaystyle A_{n}=2^{n},\qquad A_{m>n}=0.}
e di utilizzare la relazione di ricorrenza:
{\displaystyle A_{m}={\frac {(m+2)(m+1)}{2m+1-\varepsilon }}A_{m+2}={\frac {(m+2)(m+1)}{2\left(m-n\right)}}A_{m+2},\qquad m<n}
per calcolare gli altri coefficienti Am<n.
Così, ad esempio, per {\displaystyle n=0}, troviamo:
{\displaystyle A_{n>0}=0,\quad A_{0}=2^{0}=1\Rightarrow H_{0}\left(\xi \right)=1{\text{;}}}
per {\displaystyle n=1}, dobbiamo porre:
{\displaystyle A_{n>1}=0,\quad A_{1}=2^{1}=2\Rightarrow A_{0}={\frac {(0+2)(0+1)}{2\left(0-1\right)}}A_{2}=0\Rightarrow H_{1}\left(\xi \right)=2\xi {\text{;}}}
per {\displaystyle n=2}, otteniamo:
{\displaystyle A_{n>2}=0,\quad A_{2}=2^{2}=4\Rightarrow A_{1}={\frac {(1+2)(1+1)}{2\left(1-2\right)}}A_{3}=0,\quad A_{0}={\frac {(0+2)(0+1)}{2\left(0-2\right)}}A_{2}=-2{\text{,}}}
da cui segue
{\displaystyle H_{2}\left(\xi \right)=4\xi ^{2}-2{\text{.}}}
Infine, per {\displaystyle n=3}, i coefficienti
{\displaystyle A_{n>3}=0,\quad A_{3}=2^{3}=8}
generano, mediante la relazione di ricorrenza
{\displaystyle A_{2}={\frac {(2+2)(2+1)}{2\left(2-3\right)}}A_{4}=0,\quad A_{1}={\frac {(1+2)(1+1)}{2\left(1-3\right)}}A_{3}=-12,\quad A_{0}={\frac {(0+2)(0+1)}{2\left(0-3\right)}}A_{2}=0{\text{.}}}
Pertanto,
{\displaystyle H_{3}\left(\xi \right)=8\xi ^{3}-12\xi {\text{.}}}
In maniera simile, possiamo ricavare gli altri polinomi di Hermite.

### Autofunzioni dell'oscillatore armonico
Sebbene normalizzabili, le funzioni {\displaystyle \phi _{n}} non sono a norma unitaria, mentre in genere gli stati in meccanica quantistica vengono scelti a norma unitaria.
Quello che si fa è di inserire una costante moltiplicativa {\displaystyle c_{n}}, in generale dipendente dal livello, per assicurare la norma unitaria.
In particolare le funzioni dello stato fondamentale e dei primi livelli eccitati valgono:
{\displaystyle \phi _{0}(x)=c_{0}\,e^{-{\frac {mx^{2}\omega }{2\hbar }}},\qquad c_{0}=\left({\frac {m\omega }{\hbar \,\pi }}\right)^{1/4}}
{\displaystyle \phi _{1}(x)=c_{0}{\sqrt {2}}{\sqrt {\frac {m\omega }{\hbar }}}x\,e^{-{\frac {m\,x^{2}\omega }{2\hbar }}}}
{\displaystyle \phi _{2}(x)={\frac {c_{0}}{\sqrt {2}}}\,\left({\frac {2mx^{2}\omega }{\hbar }}-1\right)\,e^{-{\frac {mx^{2}\omega }{2\hbar }}}}
{\displaystyle \phi _{3}(x)={\frac {c_{0}}{\sqrt {3}}}\,\left(2\left({\frac {m\omega }{\hbar }}\right)^{3/2}x^{3}-3{\sqrt {\frac {m\omega }{\hbar }}}x\right)\,e^{-{\frac {mx^{2}\omega }{2\hbar }}}}
In generale, si ha
{\displaystyle \phi _{n}(x)={\sqrt {\frac {1}{2^{n}n!}}}\left({\frac {m\omega }{\hbar \,\pi }}\right)^{1/4}H_{n}\left({\sqrt {\frac {m\omega }{\hbar }}}x\right)e^{-{\frac {mx^{2}\omega }{2\hbar }}}}
I valori medi e gli scarti quadratici medi della posizione e della quantità di moto, sugli autostati dell'Hamiltoniano, si ottengono con semplici integrali gaussiani
{\displaystyle \langle x\rangle _{n}=\int _{-\infty }^{\infty }dx\,x\,\left\vert \phi _{n}(x)\right\vert ^{2}=0}
{\displaystyle \Delta x_{n}^{2}=\langle x^{2}\rangle _{n}-\langle x\rangle _{n}^{2}=\int _{-\infty }^{\infty }dx\,x^{2}\,\left\vert \phi _{n}(x)\right\vert ^{2}={\frac {\hbar }{m\omega }}\left(n+{\frac {1}{2}}\right),}
{\displaystyle \langle p\rangle _{n}=-i\hbar \int _{-\infty }^{\infty }dx\,\phi _{n}(x)\,\phi _{n}^{\prime }(x)=0,}
{\displaystyle \Delta p_{n}^{2}=\langle p^{2}\rangle _{n}-\langle p\rangle _{n}^{2}=-\hbar ^{2}\int _{-\infty }^{\infty }dx\,\phi _{n}(x)\,\phi _{n}^{\prime \prime }(x)=\hbar m\omega \left(n+{\frac {1}{2}}\right).}
In accordo col principio d'indeterminazione, troviamo
{\displaystyle \Delta x_{n}\,\Delta p_{n}=\hbar \left(n+{\frac {1}{2}}\right)\geq {\frac {\hbar }{2}}.}
e la minima indeterminazione si ha per n=0.

## Metodo algebrico
Per semplicità, da qui in poi, sebbene sia uso indicare gli operatori con un cappelletto, indicheremo gli operatori senza questo segno di distinzione, poiché non c'è alcun problema di ambiguità.
Si definiscono, prima di tutto, due nuovi operatori adimensionali {\displaystyle {\tilde {x}}} e {\displaystyle {\tilde {p}}}, nel modo seguente:
{\displaystyle {\tilde {x}}={\sqrt {\frac {m\omega }{\hslash }}}x,\qquad {\tilde {p}}={\sqrt {\frac {1}{m\hslash \omega }}}p}
L'hamiltoniana H del sistema si potrà scrivere come:
{\displaystyle H=\hslash \omega {\tilde {H}}}
dove:
{\displaystyle {\tilde {H}}={\frac {1}{2}}({\tilde {x}}^{2}+{\tilde {p}}^{2})}
Il commutatore tra {\displaystyle {\tilde {p}}} e tra {\displaystyle {\tilde {x}}} vale:
{\displaystyle [{\tilde {x}},{\tilde {p}}]=i}
Si introducono, poi, altri due operatori {\displaystyle a} ed {\displaystyle a^{\dagger }}, definiti nel modo seguente:
{\displaystyle a={\frac {1}{\sqrt {2}}}({\tilde {x}}+i{\tilde {p}})}
{\displaystyle a^{\dagger }={\frac {1}{\sqrt {2}}}({\tilde {x}}-i{\tilde {p}})}
Il commutatore tra {\displaystyle a} e tra {\displaystyle a^{\dagger }} vale:
{\displaystyle [a,a^{\dagger }]=1}
Per motivi che saranno chiariti in seguito, l'operatore {\displaystyle a} viene chiamato operatore di distruzione (o operatore di abbassamento), mentre l'operatore {\displaystyle a^{\dagger }} viene chiamato operatore di creazione (o operatore di innalzamento).
Possiamo calcolare il prodotto tra {\displaystyle a} ed {\displaystyle a^{\dagger }}:
{\displaystyle a^{\dagger }a={\frac {1}{2}}({\tilde {x}}-i{\tilde {p}})({\tilde {x}}+i{\tilde {p}})={\frac {1}{2}}({\tilde {x}}^{2}+{\tilde {p}}^{2}+i({\tilde {x}}{\tilde {p}}-{\tilde {p}}{\tilde {x}}))}
ma:
{\displaystyle {\tilde {x}}{\tilde {p}}-{\tilde {p}}{\tilde {x}}=[{\tilde {x}},{\tilde {p}}]=i}
quindi
:
{\displaystyle a^{\dagger }a={\frac {1}{2}}({\tilde {x}}^{2}+{\tilde {p}}^{2})-{\frac {1}{2}}}
{\displaystyle \Rightarrow {\tilde {H}}=a^{\dagger }a+{\frac {1}{2}}.}
Si può introdurre ancora un nuovo operatore, detto operatore numero {\displaystyle N}, così definito:
{\displaystyle N=a^{\dagger }a}
e l'hamiltoniana diventa, allora:
{\displaystyle H=\hslash \omega \left(N+{\frac {1}{2}}\right)}
Adesso abbiamo tutti gli elementi in mano per risolvere il sistema.
Come detto nell'introduzione dobbiamo trovare gli stati del sistema e i valori dell'energia.
Supponiamo che {\displaystyle |\nu \rangle } sia uno stato del sistema con energia {\displaystyle E_{\nu }}, si deve, quindi, risolvere l'equazione:
{\displaystyle H|\nu \rangle =E_{\nu }|\nu \rangle }
e per fare questo dobbiamo trovare gli autostati dell'operatore {\displaystyle N}:
{\displaystyle N|\nu \rangle =\nu |\nu \rangle }
Per trovare i valori possibili di {\displaystyle \nu } si devono dimostrare alcune proprietà.

### Teorema 1
I valori propri dell'operatore {\displaystyle N} sono positivi o nulli.
L'equazione precedente si può scrivere, esplicitando {\displaystyle N}:
{\displaystyle a^{\dagger }a|\nu \rangle =\nu |\nu \rangle }
Proiettando sullo stato {\displaystyle |\nu \rangle } si ha:
{\displaystyle \langle \nu |a^{\dagger }a|\nu \rangle =\nu \langle \nu |\nu \rangle =\nu }
In quanto gli stati di un sistema hanno norma unitaria per definizione.
Ma si ha anche:
{\displaystyle \langle \nu |a^{\dagger }a|\nu \rangle =(a|\nu \rangle )^{+}(a|\nu \rangle )=|(a|\nu \rangle )|^{2}}
Quindi:
{\displaystyle \nu =|(a|\nu \rangle )|^{2}}
Quindi, per definizione della norma di un vettore si ha che {\displaystyle \nu }≥0.
CVD.

### Teorema 2
Se {\displaystyle |\nu \rangle } è un autostato di {\displaystyle N} di autovalore {\displaystyle \nu }, allora {\displaystyle a|\nu \rangle } è un autostato di {\displaystyle N} di autovalore {\displaystyle \nu -1}.
Si ha:
{\displaystyle Na|\nu \rangle =(a^{\dagger }a)a|\nu \rangle }
Ma, usando la relazione di commutazione di {\displaystyle a} ed {\displaystyle a^{\dagger }} si ottiene che:
{\displaystyle a^{\dagger }a=aa^{\dagger }-1}
Per cui, sostituendo:
{\displaystyle Na|\nu \rangle =(aa^{\dagger }-1)a|\nu \rangle =a(a^{\dagger }a-1)|\nu \rangle =a(N-1)|\nu \rangle =(\nu -1)a|\nu \rangle }
CVD.

### Teorema 3
Se {\displaystyle |\nu \rangle } è autostato di {\displaystyle N} con autovalore {\displaystyle \nu }, allora {\displaystyle a^{\dagger }|\nu \rangle } è autostato di {\displaystyle N} con autovalore {\displaystyle \nu +1}.
Si ha:
{\displaystyle Na^{\dagger }|\nu \rangle =(a^{\dagger }a)a^{\dagger }|\nu \rangle =a^{\dagger }(aa^{\dagger })|\nu \rangle =a^{\dagger }(1+a^{\dagger }a)|\nu \rangle =a^{\dagger }(1+N)|\nu \rangle =(1+\nu )a^{\dagger }|\nu \rangle }
CVD.
Con l'aiuto di questi teoremi possiamo trovare gli autovalori di {\displaystyle N}.
Supponiamo che l'autovalore {\displaystyle \nu } sia positivo, non nullo e non intero e sia n la parte intera di {\displaystyle \nu }.
Lo stato {\displaystyle a|\nu \rangle } è un autostato con autovalore {\displaystyle \nu -1}, lo stato {\displaystyle a^{2}|\nu \rangle } è un autostato con autovalore {\displaystyle \nu -2},..., lo stato {\displaystyle a^{n}|\nu \rangle } è un autostato con autovalore {\displaystyle \nu -n}, numero che è compreso tra 0 ed 1.
Applicando un'altra volta l'operatore {\displaystyle a} si ottiene lo stato {\displaystyle a^{n+1}|\nu \rangle }, di autovalore {\displaystyle \nu -n-1}, numero che è negativo.
Questo va contro il teorema 1, secondo il quale gli autovalori di {\displaystyle N} sono positivi o nulli, quindi il numero {\displaystyle \nu } deve essere intero (positivo o nullo, per il teorema 1), in modo tale che il vettore {\displaystyle a^{n}|\nu \rangle } sia il vettore nullo e che il vettore {\displaystyle a^{n+1}|\nu \rangle } non esista.
Poiché a partire da un autostato {\displaystyle |m\rangle } qualsiasi si può ottenere un qualsiasi altro autostato, tramite opportuna applicazione degli operatori {\displaystyle a} ed {\displaystyle a^{\dagger }}, segue che gli autovalori di {\displaystyle N} sono tutti i numeri naturali.
Ma gli autovalori di {\displaystyle N} sono anche quelli di H, per cui le energie degli autostati dell'oscillatore armonico sono quantizzate e valgono:
{\displaystyle E_{n}=\left(n+{1 \over 2}\right)\hslash \omega }
e gli autostati dell'energia sono gli autostati {\displaystyle |\nu \rangle } dell'operatore numero.
Si noti che sebbene l'oscillatore armonico è un sistema oscillante gli autostati dell'operatore numero (e quindi dell'energia) sono stati stazionari, cioè non evolvono nel tempo.

### Operatori di creazione e di distruzione
Vediamo adesso come agiscono gli operatori di creazione e di distruzione {\displaystyle a} ed {\displaystyle a^{\dagger }}.
Dal teorema 2 sappiamo che lo stato {\displaystyle a|n\rangle } è un autostato di {\displaystyle N} con autovalore {\displaystyle n-1}, e supponendo che i livelli di energia dell'oscillatore unidimensionale non siano degeneri, si ha che:
{\displaystyle a|n\rangle =k|n-1\rangle }
La norma di questo vettore vale n, quindi:
{\displaystyle k={\sqrt {n}}}
e:
{\displaystyle a|n\rangle ={\sqrt {n}}|n-1\rangle }
In modo assolutamente identico si può mostrare che:
{\displaystyle a^{\dagger }|n\rangle ={\sqrt {n+1}}|n+1\rangle }
Si comprende, quindi, la terminologia introdotta da Dirac: l'operatore {\displaystyle a} fa passare il sistema dallo stato di energia n allo stato di energia n-1, esso, quindi, distrugge un quanto di energia; analogamente l'operatore {\displaystyle a^{\dagger }} fa passare il sistema dallo stato di energia n allo stato di energia n+1, esso, quindi, crea un quanto di energia.
Noto lo stato fondamentale, si può ottenere, per ricorrenza, tutta la base degli autostati di {\displaystyle N}:
{\displaystyle |n\rangle ={\frac {(a^{\dagger })^{n}}{\sqrt {n!}}}|0\rangle }
Utili relazioni, spesso utilizzate nei problemi, tra gli operatori posizione e impulso con a+ e a si ottengono esprimendo i primi in funzione dei secondi:
{\displaystyle x={\sqrt {\frac {\hslash }{2m\omega }}}(a^{\dagger }+a)}
{\displaystyle p=i{\sqrt {\frac {m\omega \hslash }{2}}}(a^{\dagger }-a)}
con analoghe relazioni per x2 e p2. Queste espressioni degli operatori vengono usate spesso in quanto agiscono in modo semplice sugli autoket dell'energia e permettono di evitare complicati prodotti scalari utilizzando le funzioni d'onda nella base della posizione o dell'impulso.

## Lo stato fondamentale
Abbiamo dimostrato che l'energia di uno stato {\displaystyle |n\rangle } generico vale:
{\displaystyle E_{n}=\left(n+{\frac {1}{2}}\right)\hslash \omega }
Per cui l'energia dello stato fondamentale vale:
{\displaystyle E_{0}={\frac {1}{2}}\hslash \omega }
Contrariamente al caso classico l'energia dello stato fondamentale non è nulla e questo è in totale accordo con il principio di indeterminazione di Heisenberg.
Mettiamoci in un'ottica semiclassica. Ricordiamo che il principio di indeterminazione dice che:
{\displaystyle \Delta x\Delta p\geq {1 \over 2}\hslash }
che, per lo stato fondamentale dell'oscillatore armonico vale con il segno uguale (minima indeterminazione).
Il valore medio dell'hamiltoniana è dato da:
{\displaystyle \langle H\rangle ={\frac {\langle p^{2}\rangle }{2m}}+{1 \over 2}m\omega ^{2}\langle x^{2}\rangle }
e dal principio di indeterminazione si ricava che:
{\displaystyle \langle p^{2}\rangle ={\frac {\hslash ^{2}}{4\langle x^{2}\rangle }}}
Sostituendo nel valore medio dell'hamiltoniana si ottiene:
{\displaystyle \langle H\rangle ={\frac {\hslash ^{2}}{8m\langle x^{2}\rangle }}+{1 \over 2}m\omega ^{2}\langle x^{2}\rangle }
il minimo di questa espressione (ciò che equivale a mettersi nello stato fondamentale) si ha per:
{\displaystyle \langle x^{2}\rangle ={\frac {\hslash }{2m\omega }}}
Valore per il quale si ha:
{\displaystyle \langle H\rangle ={1 \over 2}\hslash \omega }
Ovvero l'energia dello stato fondamentale.

## Legame tra metodo analitico e metodo algebrico
Per trovare il legame tra il metodo analitico e quello algebrico si deve usare l'espressione esplicita degli operatori {\displaystyle a} ed {\displaystyle a^{\dagger }}, in rappresentazione di Schroedinger delle coordinate.
Cominciamo dallo stato fondamentale, usando la relazione:
{\displaystyle a|0\rangle =0}
ovvero:
{\displaystyle \left({\sqrt {\frac {m\omega }{\hslash }}}x+\hslash {\frac {1}{\sqrt {m\omega \hslash }}}{\frac {d}{dx}}\right)\phi _{0}(x)=0}
Esplicitando e rimaneggiando un po' l'espressione:
{\displaystyle {\frac {m\omega }{\hslash }}x\phi _{0}(x)+{\frac {d}{dx}}\phi _{0}(x)=0}
La soluzione di questa equazione è un esponenziale:
{\displaystyle \phi _{0}(x)=\left({\frac {m\omega }{\pi \hslash }}\right)^{\frac {1}{4}}e^{-{\frac {m\omega }{\hslash }}{\frac {x^{2}}{2}}}}
Le funzioni che descrivono gli altri stati si trovano per ricorrenza, tramite applicazione dell'operatore {\displaystyle a^{\dagger }}, espresso in termini di {\displaystyle x} e {\displaystyle p} alla funzione dello stato fondamentale {\displaystyle \phi _{0}(x)}.
Come si vede, quindi in entrambi i metodi si trova che l'energia è quantizzata, e che assume dei valori dipendenti dal numero quantico n del livello del sistema.
Le espressioni dell'energia sono identiche in entrambi i casi e le funzioni d'onda che si trovano sono le stesse: i due metodi, quindi, sono completamente equivalenti ed usare l'uno o l'altro per risolvere il sistema dipende dal gusto personale.